# Morro de Santo Antônio
Morro de Santo Antônio är en kulle i Brasilien.   Den ligger i kommunen Rio de Janeiro och delstaten Rio de Janeiro, i den sydöstra delen av landet, 900 km sydost om huvudstaden Brasília. Toppen på Morro de Santo Antônio är 79 meter över havet, eller 47 meter över den omgivande terrängen. Bredden vid basen är 0,51 km.
Terrängen runt Morro de Santo Antônio är kuperad söderut, men norrut är den platt.Trakten är tätbefolkad. Närmaste större samhälle är Rio de Janeiro, 4,5 km öster om Morro de Santo Antônio. 
Runt Morro de Santo Antônio är det i huvudsak tätbebyggt.